# محمد عبد الرحمن يونس
محمد عبد الرحمن يونس هو كاتب، وروائي وصحفي، وقاص وناقد أدبي سوري ولد عام 1955، وتخرج من قسم اللغة العربية في كلية الأداب بجامعة الجزائر حيث تخصص في الأدب والنقد، ثم حصل على شهادة دبلوم الدراسات العليا المتعمقة في الأدب والنقد الحديث من جامعة محمد الخامس بمدينة الرباط، ونال درجة الماجستير، ثم درجة الدكتوراه في النقد والأدب العربي الحديث من الجامعة اللبنانية ببيروت، وهو عضو باتحاد الكتاب العرب، وعضو باتحاد الصحافيين العرب، وعضو بمنظمة كتاب بلا حدود، وعضو باتحاد كتاب الانترنت العرب، وعضو بنادي الباحة الأدبي، وعضو نادي القصة بتونس ونادي أبي القاسم الشابي بالوردية، وعضو في رابطة أدباء الشام بلندن، وعضو بالاتحاد العربي للإعلام الإلكتروني بالقاهرة، وعضو بالمعهد العربي للبحوث والدراسات الاستراتيجية بالأردن.

## مسيرته المهنية
عمِل محمد عبد الرحمن يونس مدرسًا في كلية مركز اللغات بجامعة صنعاء في اليمن ما بين عاميّ 1990 و1992، ثم عمل أستاذًا مساعدًا بكلية الدراسات الأجنبية في جامعة بكين بالصين عام 2000، ثم أستاذًا في جامعة الباحة بالمملكة العربية السعودية ما بين عامي 2004 و2011، كما عمل كأستاذ مشارك في قسم اللغة العربية بكلية اللغات والدراسات الأجنبية في جامعة جين جي الوطنية بتايوان منذ عام 2012 وحتى عام 2014. ويعمل حاليًا كأستاذ بكلية اللغة العربية في جامعة ابن رشد بهولندا، ويشغل منصب عميد كلية علوم اللغة العربية وآدابها في فرع التعليم الإلكتروني بالجامعة منذ يونيو 2014 كما يرأس قسم الأدب العربي للتعليم الإلكتروني بالجامعة من خلال شبكة الإنترنت منذ عام 2008 وحتى الآن، إلى جانب عمله الصحفي كناقد أدبي، وعضو هيئة تحرير في العديد من المجلات العربية، حيث كان مسؤولًا عن تحرير قسم النقد والدراسات الأدبيّة بمجلة «النافذة» الأدبية ببيروت، ثمّ مديرًا لتحرير مجلة «النافذة» الأدبيّة، وشارك في تحرير «مجلة عالم الغد» الأكاديمية المحكمة بالنمسا، وتحرير مجلة «واتا»، وهي المجلة الدولية للمترجمين والباحثين العرب ببلجيكا حين كان عضوًا بلجنة الدراسات والبحوث في مجلس خبراء الجمعية الدولية للباحثين والمترجمين العرب، وهو حاليًا مدير تحرير مجلة جامعة ابن رشد الأكاديمية المحكمة في أمستردام بهولندا، وعضو الهيئة الاستشارية لمجلة الاستهلال الأكاديمية المحكّمة، وعضو الهيئة الاستشارية لمجلة مقاربات الأكاديمية المحكمّة، وعضو الهيئة الاستشارية لمجلة كلية الآداب الأكاديمية المحكمة بجامعة سيدي محمد بن عبد الله في فاس بالمغرب، وعضو الهيئة الاستشارية العلمية الدولية لمجلة الأطروحة الأكاديمية المحكمة في بغداد بالعراق، وضو الهيئة الاستشارية الدولية، لمجلة الميادين للدراسات في العلوم الإنسانية الأكاديمية المحكمة بالجزائر، وعضو الهيئة الاستشارية، ومحكّم في دورية «كان» التاريخية الأكاديمية المحكمة في القاهرة بمصر.

## أعماله ومؤلفاته
كتب محمد عبد الرحمن يونس العديد من المؤلفات التي تنوعت بين القصص القصيرة، والرواية الطويلة، والدراسات النقدية، وأدب الرحلات، ومنها:
- آخر تحليقة لنورس مهاجر (قصص قصيرة): صدرت عام 1991 عن دار سعاد الصباح بالقاهرة، ثم أعادت الهيئة المصرية العامة للكتاب طبعها في عام 1996 ضمن مشروع مكتبة الأسرة.
- ملكية والنورس ووهران (قصص قصيرة): صدرت عام 1993 عن دار المنارة بسوريا.
- رقص سماح على أنغام زرياب (قصص قصيرة): صدرت عام 1994 عن دار النافذة بأثينا.[5]

- اللوتس (قصص قصيرة): صدرت عام 1995 عن دار الكنوز الأدبيّة ببيروت.
- تأثير ألف ليلة وليلة في المسرح العربيّ الحديث و المعاصر (دراسات نقدية – تأليف مشترك): صدر عام 1995 عن دار الكنوز الأدبية ببيروت.
- ولاّدة بنت المستكفي في فاس (رواية): صدرت عام 1997 عن دار الكنوز الأدبية ببيروت.[6][7]
- الجنس والسلطة في ألف ليلة وليلة: صدر عام 1998 عن مؤسسة الانتشار العربي بلندن.[8]
- رحلة بكين ـ ملامح من الصين المعاصرة: صدر عام 2004 عن المؤسسة العربية للدراسات والنشر ببيروت.[9]
- الاستبداد السلطوي والفساد الجنسي في ألف ليلة وليلة: صدر عام 2007 عن الدار العربية للعلوم ناشرون ببيروت.[10]
- المدينة في ألف ليلة وليلة ـ ملامحها الثقافية والاجتماعية والسياسية: صدر عام 2008 عن وزارة الثقافة السورية بدمشق.
- نساء القصر في ألف ليلة وليلة ـ الفكر والسلوك: صدر عام 2010 عن دار مجلة مقاربات بمدينة فاس بالمغرب.
- مقاربات في مفهوم الأسطورة شعرا وفكرا ( دراسات نقدية): صدر عام 2011 عن مؤسسة الانتشار العربي بلندن.[11]
- الأسطورة، مصادرها وبعض المظاهر السلبية في توظيفها: صدر عام 2014 عن دار الألمعية للطباعة والنشر بالجزائر.
- من اللاذقية إلى بكين، الصين في ظل سياسة الإصلاح والانفتاح: صدر عام 2014 عن دار الألمعية للطباعة والنشر بالجزائر.
- ذكريات ومواجع على ضفاف عدن (قصص قصيرة): صدرت عام 2016 من منشورات مجلة مقاربات الأكاديمية المحكمة في مدينة فاس بالمغرب.
- فضاء النص الأسطوري في فضاء الخطاب الشعري العربي المعاصر (السندباد البحري أنموذجا): صدر عام 2017 عن مؤسسة نور للنشر بألمانيا.[12]
- أسطورة شهريار وشهرزاد في الخطاب الشعري العربي المعاصر: صدر عام 2017 عن دار إي بوك للنشر والتوزيع بلندن.

كما نُشرت له مئات المقالات، والأبحاث الأأكاديمية، والأعمال الإبداعية، والدراسات النقدية في عدد من الصحف والمجلات التي تصدر في البلدان العربية والأجنبية الآتية:

### في لبنان
- مجلة الفكر العربيّ
- مجلة الطريق
- مجلة دراسات عربيّة
- مجاة الآداب
- مجلة كتابات معاصرة
- مجلة الحكمة
- مجلة الكشكول
- مجلة البلاغ
- مجلة ليلى
- مجلة نقطة فوق الهاء
- مجلة الخيّام[13]
- مجلة الوفاق نيوز

### في تونس
- مجلة قصص
- مجلة الحياة الثقافيّة
- مجلة إنانا
- مجلة أوتار
- مجلة المسار
- مجلة تونس الفتاة

### في ليبيا
- مجلة الثقافة العربيّة

### في مصر
- مجلة سطور
- مجلة إبداع
- مجلة الكتب وجهات نظر
- مجلة تواصل
- مجلة القاهرة
- مجلة جهات
- جريدة شباب مصر
- جريدة مصر الحرة
- مجلة إبداع الشرق
- مجلة كان التاريخية الأكاديمية المحكمة
- مجلة ديوان العرب
- مجلة المجلة

### في اليمن
- مجلة اليمن الجديد
- مجلة معين
- مجلة 26 سبتمبر
- مجلة الكلمة
- مجلة الحكمة يمانية
- مجلة الجيش اليمني
- مجلة الثقافة الجديدة
- مجلة الكلمة
- مجلة الوطن
- مجلة المعرفة
- ملحق الثورة الثقافي
- صحيفة الجمهورية
- مجلة غيمان
- مجلة مركز الدراسات والبحوث اليمنية

### في الكويت
- المجلة العربيّة المحكّمة  للعلوم الإنسانيّة
- مجلة  الكويت

### في الأردن
- موقع الجديد في عالم الكتب والمكتبات
- جريدة النشرة
- صحيفة الدستور
- صحيفة العالمية
- مجلة تايكي
- مجلة بصرياتا الثقافية

### في سوريا
- مجلة الحياة المسرحيّة
- مجلة الموقف الأدبي
- مجلة الأسبوع الأدبيّ
- مجلة المعرفة
- مجلة الآداب الأجنبيّة
- مجلة الثقافة الجديدة
- مجلة تشرين
- مجلة الوحدة
- مجلة النافذة
- مجلة ثرى
- مجلة أوغاريت
- مجلة العاديات
- مجلة أبابيل
- مجلة فكر
- مجلة ألف
- مجلة الشهباء الثقافية
- مجلة نقد و تنوير

### في المملكة العربية السعودية
- مجلة الفيصل
- مجلة المنهل
- مجلة العقيق
- مجلة بيادر
- صحيفة الجزيرة
- مجلة علامات في النقد
- الموسوعة العربيّة لكشف السرقات الأدبيّة
- مجلة الآطام
- المجلة العربية
- مجلة رؤى
- مجلة الجزيرة
- مجلة دارين
- مجلة الوطن
- صحيفة عكاظ
- مجلة قناديل
- مجلة بروق[14]
- مجلة اليمامة

### في قبرص
- مجلة الشاهد

### في لندن
- مجلة الناقد
- مجلة العالم
- مجلة التضامن
- مجلة المسلّة
- مجلة القصب
- مجلة النور
- مجلة الزمان
- مجلة الزمان الجديد
- المجلة الثقافية
- مجلة الحقائق الثقافية
- مجلة آرام
- مجلة حيفا لنا
- صحيفة العرب الدولية
- صحيفة ميدل إيست أون لاين

### في هولندا
- مجلة الموسم
- مجلة الاتجاه الآخر

### في أستراليا
- مجلة كلمات

### في الشارقة
- مجلة الرافد
- مجلة الخليج الثقافي
- مجلة الشروق
- مجلة البيان

### في الصين
- مجلة بيت العرب

### في المنامة
- مجلة العلوم الإنسانية الأكاديمية المحكّمة
- مجلة البحرين الثقافية
- صحيفة الوقت
- مجلة كانو الثقافية

### في النمسا
- مجلة عالم الغد

### في قطر
- مجلة الجمعية الدولية للمترجمين والباحثين العرب
- مجلة الجسرة

### في فلسطين
- مجلة دنيا الوطن
- جريدة الصباح
- مجلة بيادر
- صحيفة عرب 48

### في المغرب
- مجلة جسور
- المجلة الدولية لعلوم الترجمة واللغات
- مجلة كلّ الناس
- مجلة فوانيس
- مجلة مقاربات الأكاديمية المحكمة
- مجلة الاستهلال
- مجلة الموجة الثقافية
- جريدة الشرق المغربية
- جريدة الصباح

### في العراق
- جريدة العدالة
- جريدة المثقف
- جريدة البصائر
- مجلة نور الدجى
- مجلة الناقد العراقي
- مجلة صوت العراق
- جريدة المدى

### في باريس
- جريدة الشام
- مجلة أفنان.

### في الولايات المتحدة الأمريكية
- مجلة العربي الحر
- مجلة تحت المجهر
- صحيفة آخر خبر
- جريدة جورنالجي

### في سلطنة عمان
- مجلة المسار

### في سويسرا
- مجلة ميزوبوتاميا

### في كندا
- صحيفة أخبار العرب
- مجلة أصوات الشمال
- مجلة جامعة لاهاي للصحافة الأكاديمية المحكمة

### في بلجيكا
- صحيفة اتجاهات حرة

### في طوكيو
- مجلة العرب

### في السويد
- مجلة مقاربات، والتي تصدر عن مركز دمشق للدراسات النظرية والحقوق المدنية بالسويد

### في الجزائر
- مجلة بونة الأكاديمية المحكمة
- مجلة المجلة الثقافية

### في الهند
- مجلة العاصمة، وهي مجلة أكاديمية محكمة تصدر في جامعة تروننتبرم في ولاية كيرالا بالهند.
- مجلة كاليكوت، وهي مجلة أكاديمية محكمة تصدر عن جامعة كاليكوت بولاية كيرالا في الهند.

### في تايوان
- مجلة جامعة جين جي الوطينة الأكاديمية المحكمة

## الجوائز
رُشح محمد عبد الرحمن يونس للفوز بجائزة كتارا للرواية العربية في دورتها السابعة عام 2021. كما سبق له أن نال عددًا من الجوائز الأدبية العربية والدولية، ومنها:
- جائزة مركز ابن خلدون الإنمائيّ والدكتورة سعاد الصباح في القصة القصيرة في القاهرة عام 1991.
- جائزة مجلة الشاهد للنقد الأدبي بقبرص عام 1991.
- جائزة البتّاني للقصة القصيرة بسوريا عام 1993.
- جائزة مركز ابن خلدون الإنمائي والدكتورة سعاد الصباح للرواية العربية بالقاهرة عام 1993.
- جائزة نادي أبها الأدبي للقصة القصيرة بالمملكة العربية السعودية عام 1993.
- جائزة نادي الطائف الأدبي للقصة القصيرة بالمملكة العربية السعودية عام 1994.
- جائزة نجلاء محرم للقصة القصيرة عام 2004 بالقاهرة.
- جائزة نجم عكاظ للقصة القصيرة عام 2004 بالسعودية.
- جائزة نادي جازان الأدبي للقصة القصيرة عام 2005 بالسعودية.
- جائزة ناجي نعمان الأدبية عام 2006.
- تكريم الجمعية الدولية للمترجمين العرب عام 2006.
- تكريم نادي الباحة الأدبي عام 2008.
- جائزة أفضل كاتب قصة من المجلس العالمي للصحافة عام 2009.
- جائزة صلاح هلال للقصة القصيرة بالقاهرة عام 2017.
- جائزة اللوتس للتنمية الإنسانية للقصة القصيرة بالقاهرة عام 2018.